# Вељки Камењец
Вељки Камењец (слч. Veľký Kamenec) насељено је мјесто са административним статусом сеоске општине (слч. obec) у округу Требишов, у Кошичком крају, Словачка Република.

## Становништво
| Година:    | 1994. | 2004.   | 2014.   | 2024.    |
| ---------- | ----- | ------- | ------- | -------- |
| Број људи: | 886   | 838     | 797     | 693      |
| Разлика:   |       | -5,41 % | -4,89 % | -13,04 % |

| Година:    | 2023. | 2024.   |
| ---------- | ----- | ------- |
| Број људи: | 708   | 693     |
| Разлика:   |       | -2,11 % |

Према подацима о броју становника из 2011. године насеље је имало 799 становника.